# La musique adoucit les mœurs (proverbe)
Vous pouvez partager vos connaissances en l’améliorant (comment ?) selon les recommandations des projets correspondants.
Pour les articles homonymes, voir La musique adoucit les mœurs.
La musique adoucit les mœurs est un proverbe populaire qui semble trouver ses origines dans les écrits de Platon. Cette expression implique que la musique aurait un effet sur les mœurs par ses vertus éducatives et apaisantes.

## En philosophie

### Chez Platon
Les vertus éducatives de la musique sont évoquées par Platon dans La République : « Si la musique est la partie maîtresse de l’éducation, n’est-ce pas, Glaucon, c’est parce que le rythme et l’harmonie sont particulièrement propres à pénétrer dans l’âme et à la toucher fortement […] ? En les recueillant joyeusement dans son âme pour en faire sa nourriture et devenir un honnête homme, on repousse justement les vices, on les hait dès l’enfance, avant de pouvoir s’en rendre compte par la raison. Et quand la raison vient, on l’embrasse et on la reconnaît comme une parente avec d’autant plus de tendresse qu’on a été nourri dans la musique. ».
Mais Platon utilise aussi l'expression dans ce même dialogue dans un sens différent que celui qu'on donne de nos jours : « le rôle de la musique est évoqué comme un élément de la formation d'une classe de gardiens. Le dialogue indique alors qu'il faudrait bannir les harmonies dont la douceur trop prenante et la volupté diminueraient la force virile et le courage des guerriers. À rebours du sens courant qui lui est aujourd'hui donné, la généalogie de la maxime montre donc que les effets musicaux n'ont pas toujours été considérés comme bénéfiques. ».

### Chez Aristote
On trouve chez Aristote dans la Politique des pages pouvant se résumer en cette maxime « La musique adoucit les mœurs ». Il utilise le concept de catharsis pour désigner la purification des âmes par l’art.

## En médecine
Claude Galien, médecin grec de l'antiquité, a écrit que « la musique refroidit les humeurs internes. ».
Le docteur en médecine Mouloud Ounnoughènne indique que « la musique agit sur les troubles du comportement ; le contrôle des pulsions chaotiques se fait dans le cadre d´une resocialisation et d´une cohésion avec les interprètes du groupe. Stimulante ou sédative, la musique agit sur les processus physiologiques de l´homme, à savoir la tension artérielle, la fréquence respiratoire, la fréquence cardiaque et les rythmes du cerveau... Certaines musiques de Mozart ou les Nocturnes de Chopin facilitent le sommeil. ».
La musicothérapie est utilisée pour le traitements de différents troubles. Par exemple, elle calme des patients souffrant de douleur chroniques, du fait que la musique stimule la production d'endorphines, qui sont des antidouleurs naturels, ainsi que la production de la dopamine qui active les zones de récompense du cerveau. La musicothérapie est aussi utilisée pour le traitement du stress, de la dyslexie, de problèmes psychiatriques, ou bien encore pour aider des personnes victimes d'un AVC, ou atteintes de la maladie de Parkinson ou d'Alzheimer.